# Azañón
Azañón es una localidad española del municipio de Trillo, perteneciente a la provincia de Guadalajara, en la comunidad autónoma de Castilla-La Mancha. En 2017 contaba con 47 habitantes.

## Geografía

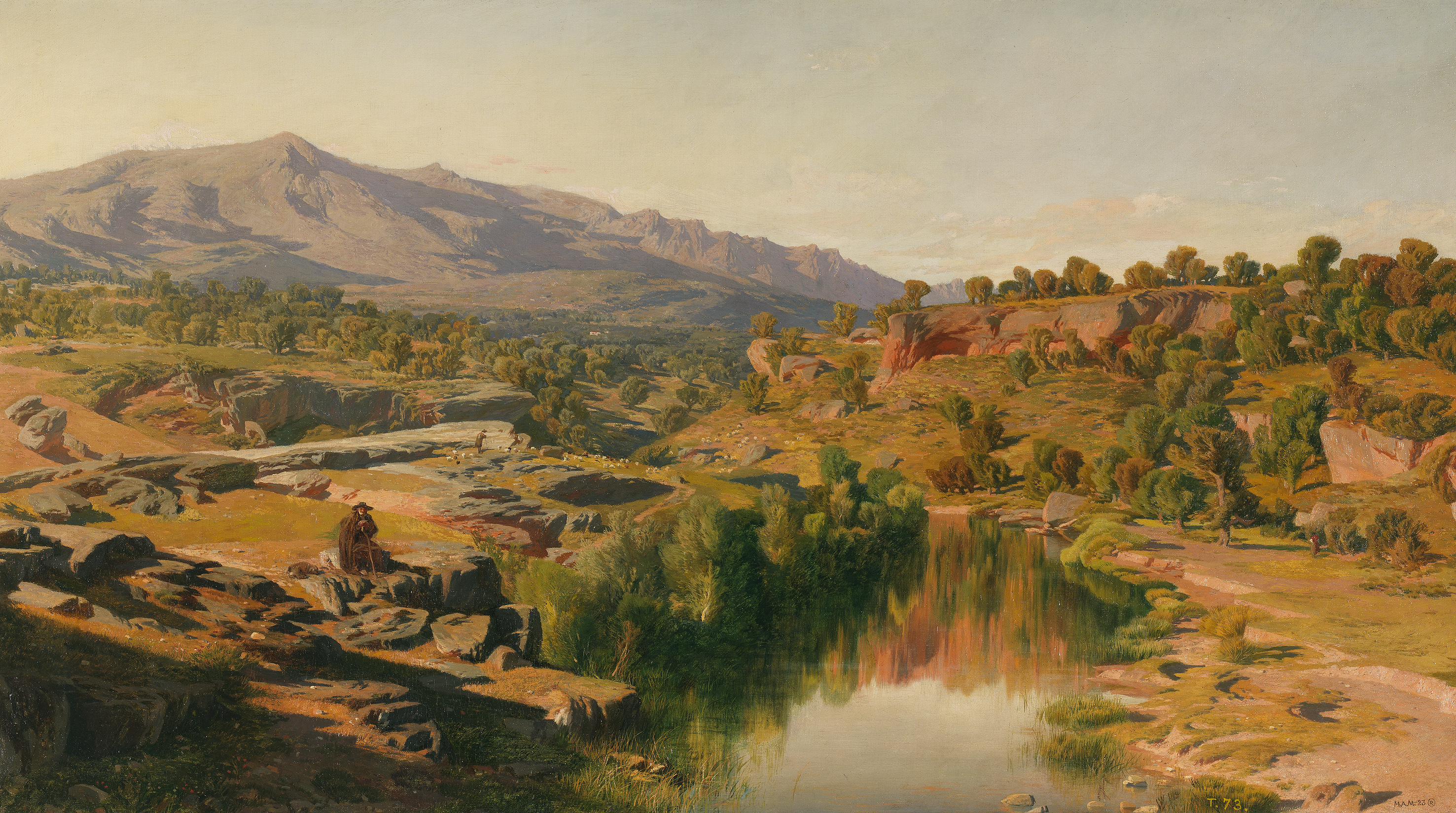
Un país, cercanías de Azañón por Martín Rico

La localidad pertenece al término municipal guadalajareño de Trillo, en la comunidad autónoma de Castilla-La Mancha. La localidad está ubicada al sur del río Tajo. Junto al pueblo hay un arroyuelo que discurre en dirección norte.

## Historia
A mediados del siglo XIX, la villa, por entonces con ayuntamiento propio, contaba con una población censada de 442 habitantes. Aparece descrita en el tercer volumen del Diccionario geográfico-estadístico-histórico de España y sus posesiones de Ultramar de Pascual Madoz de la siguiente manera:

AZAÑÓN: v. con ayunt. en la prov. de Guadalajara (10 leg.), part. jud. de Cifuentes (3), aud. terr. de Madrid (20), dióc. de Cuenca (13), c. g. de Castilla la Nueva: sit. en una pequeña eminencia y rodeado por 3 cerros mucho mas elevados; el uno en la direccion E., cubierto de encinas, y los otros en la de S. y O.: los vientos reinantes son el NE., el O. y el S.; este muy húmedo y goza de un clima saludable, no padeciéndose en lo general otras enfermedades que las estacionales: tiene 89 casas de 2 pisos comunmente, y mal distribuidas en sus habitaciones; todas forman la pobl. con calles estrechas irregulares é incómodas por la natural desigualdad del suelo que no tiene empedrado: hay casa de ayunt., escuela de primeras letras pagada por los vec., á la que asisten de 25 á 36 niños de ambos sexos; 1 fuente pública bien construida para el consumo del vecindario; igl. parr. dedicada á la Asunción de Ntra. Sra., y próximo á ella el cementerio con poca ventilacion. Confina el térm. por N. con el r. Tajo; por E. con el térm. de Morillejo; S. Viana de Mondejar y señ. de Solana, y O. con el de Trillo; á dist. de 1 á 3/4 de leg. próximamente en su compresion; y á 1/8 leg. al SE. está la ermita de Ntra. Sra. del Rosal de la Vega, donde se celebra su fiesta el dia 8 de setiembre, y á 1/2 leg. al NO. dando frente al ex-monast. de Ovila se halla una gran cantera de yeso de buena calidad: el terreno es escabroso, pues todo está lleno de cerros mas ó menos elevados y pedregosos; es flojo y de secano, á escepcion de una pequeña parte que hay á la inmediacion del pueblo, que se riega, aunque escasamente, con las aguas de un arroyo que corre de S. á N. y que pierde su corriente con frecuencia; el r. Tajo forma, segun hemos dicho, el límite N. separando el térm. del monast. de Ovila, se dirige de E. á O., y lleva sus aguas tan profundas con respecto á la sit. del pueblo, que no pueden utilizarse para nada. Los caminos son locales y de herradura: prod.: trigo, cebada, avena, legumbres, cáñamo, nueces, miel y vino; siendo esta última la mas abundante: se mantiene poco ganado lanar, el necesario de mular, y menor para las labores, y se crian perdices, conejos, liebres y animales dañinos: ind. algunos telares de lienzos del pais y un molino de aceite; pero siendo escasísimo este art., hay años que ni aun se enciende. varios vec. se ocupan tambien en sacar yeso de la cantera que se ha referido: pobl.: 114 vec., 442 alm.: cap. prod. 993,200 rs. : imp. 99,233 : contr. 6,283 rs. 20 mrs.: presupuesto municipal: 3,850, que se cubre con los prod. de un horno de propios, la taberna y tienda del aceite. Lopez Vazquez Acuña tuvo el señ. de Azañon por haber fundado sus pares, Lopez Vazquez y Doña Teresa Carrillo, segundo mayorazgo á su favor : despues fué duque de Huete y señor de Viana.
(Madoz, 1846, pp. 207-208)

El 11 de diciembre de 1969 el municipio de Azañón desapareció al fusionarse con los de Trillo, Viana de Mondéjar, La Puerta y Morillejo para dar lugar al municipio de Trillo.

## Demografía
| Gráfica de evolución demográfica de Azañón entre 1842 y 1960 |
| |
| Población de derecho según los censos de población del INE Población de hecho según los censos de población del INEEntre el censo de 1970 y el anterior, este municipio desaparece porque se integra en el municipio Trillo |

En 2017 contaba con 47 habitantes.
| Gráfica de evolución demográfica de Azañón entre 1846 y 2017 |
| |
| Población según el Padrón Continuo por Unidad Poblacional (INE). Número de «almas» según el Diccionario geográfico-estadístico-histórico de España y sus posesiones de Ultramar de Pascual Madoz. |